# Ngandu Kasongo
Ngandu Kasongo (ur. 6 grudnia 1979 w Kinszasie) – piłkarz z Demokratycznej Republiki Konga grający na pozycji pomocnika.

## Kariera klubowa
Karierę piłkarską Kasongo rozpoczął w 1997 roku w drugoligowym klubie SC Cilu. W 2002 roku zadebiutował w jego barwach w pierwszej lidze Demokratycznej Republiki Konga. W 2003 roku przeszedł do TP Mazembe z miasta Lubumbashi. W 2006 i 2007 roku został z Mazembe mistrzem ligi. W 2009 roku znów wywalczył tytuł mistrzowski oraz wygrał Afrykańską Ligę Mistrzów (1:2 i 1:0 w finale z Heartland FC).
W 2013 roku Kasongo odszedł do CS Don Bosco. W 2015 zakończył w nim swoją karierę.

## Kariera reprezentacyjna
W reprezentacji Demokratycznej Republiki Konga Kasongo zadebiutował w 2004 roku. W 2006 roku rozegrał 2 spotkania w Pucharze Narodów Afryki 2006: z Angolą (0:0) i ćwierćfinale z Egiptem (1:4).